# Scincella capitanea
Espèce
Scincella capitanea est une espèce de sauriens de la famille des Scincidae.

## Répartition
Cette espèce est endémique du Népal.

## Publication originale
- Ouboter, 1986 : A revision of the genus Scincella (Reptilia: Sauria: Scincidae) of Asia, with some notes on its evolution. Zoologische Verhandelingen, no 229, p. 1-66 (texte intégral).